# Gowerhalvön
Gowerhalvön (engelska: Gower Peninsula, kymriska: Gŵyr) är en halvö belägen vid Glamorgans södra kust i Wales, Storbritannien. Det var den första platsen i Storbritannien som fick utmärkelsen Area of Outstanding Natural Beauty, 1956.

## Geografi
Med en area på 180 km² är Gower känd för sin kust som är populär bland fotgängare och många andra aktiviteter, såsom surfing. Gower har många grottor, bland andra finns Paviland och Minchin Hole i området.
Interiören består främst av jordbruksområden och allmän mark. Halvön sköts av staden Swansea, och bebyggelsen ligger strax öster om halvön. Halvön gränsar till stadsområden som Swansea i öst och River Loughor i norr.
På halvön själv lever befolkningen främst i mindre byar. Den södra kusten på halvön består av små, bergiga och sandiga fjärder som Langland och Three Cliffs. Det finns också stränder som Port Eynon, Rhossili och Oxwich Bay, vilka är större. På den norra delen finns färre stränder. Där finns också det kända området Penclawdd.

## Historia
Som följd av normandernas ockupation av Glamorgan gick ägandeskapet av Gower till England, och den södra delen blev en av de mest anglifierade regionerna i Wales. Byar på den nordöstra delen av halvön som Penclawdd och Gowerton bevarades dock högt kymriskspråkiga fram till mitten av 1900-talet.
På halvön finns det sex slott. Dessa slotten är Bovehill, Oystermouth, Oxwich, Pennard, Penrice och Weobley.

## Arkeologi
I Gower finns flera menirer, eller stående stenar från bronsåldern. Av dessa nio stenar finns åtta kvar idag. En av de mest kända är Arthurs sten, nära Cefn Bryn.
Vid Pavilandgrottan i södra Gower hittades ett människoskelett 1823 (kallat Röda damen från Paviland; det har senare dessutom visat sig vara en man) av William Buckland. Skelettet har daterats till en ålder av omkring 35 000 år.

## Allmänt
Ekonomiskt sett spelar jordbruket en viktig del, medan turismen spelar en allt viktigare roll för invånarna på halvön. Flera av de som bor på halvön jobbar dock i Swanseas storstadsområde, och det gör också att Gowers ekonomi är annorlunda från övriga Swanseas.
Populariteten för att köpa hus på halvön har ökat bland de äldre, vilket gör att det är svårt för yngre och förstagångsköpare att etablera sig i området. Gower är en av de mest populära områdena bland de äldre och de välbergade.
Gower Golf Club och Three Crosses håller varje år West Wales Open, en tvådagars turnering på Wales professionella golfområde.